# Unterbühne

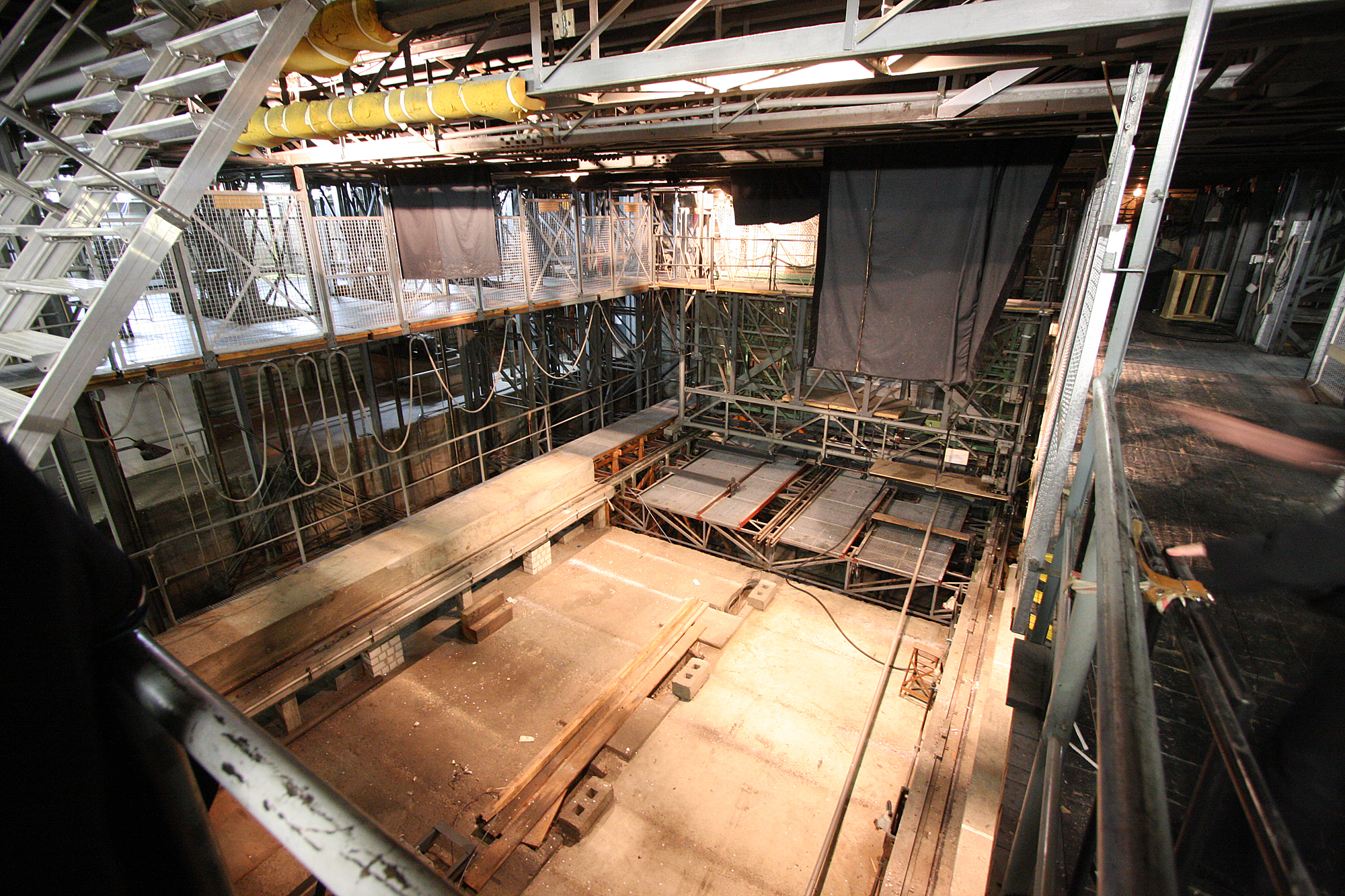
Schauspielhaus und Opernhaus Köln, Unterbühne Architekt: Wilhelm Riphahn.

Die Unterbühne dient im Theater der Aufnahme der Untermaschinerie. Dazu zählen zum Beispiel: Hubpodien, Drehbühnen, Zylinderdrehbühnen und Versenkeinrichtungen.
Durch Öffnungen im Bühnenboden können Personen aus der Unterbühne auf- und abtreten oder Dekorationsteile versenkt werden bzw. auftauchen.
Es gibt Theater ohne Unterbühne, meistens sind Unterbühnen ca. 3 Meter tief, in großen Opernhäusern lassen sich ganze Bühnenbilder bis zu 11 Meter versenken.
Siehe auch: Oberbühne